# Kirsten Gloerfelt-Tarp
Kirsten Gloerfelt-Tarp, född Gjessing 1 december 1889 i Köpenhamn, död 30 mars 1977 i Gentofte, var en dansk yrkesinspektör, feminist och politiker för Det Radikale Venstre. Hon var ordförande av Danske Kvinders Nationalråd 1931–1946, folketingsledamot 1945–1960 samt ledamot i Europarådet under 1950-talet.

## Studier och arbetsliv
Kirsten Gjessing växte upp i Köpenhamn och var dotter till grosshandlaren Hans Jørgen Gjessing och dennes hustru Karen Margrethe Stadfeldt. Hon tog studentexamen från N. Zahles Skole år 1909 och valde att studera nationalekonomi vid Köpenhamns Universitet. Hon tog sin examen i statsvetenskap 1915 och började arbeta en kort period för Statistisk Departement innan hon fick anställning som assistent vid Arbejds- og Fabrikstilsynet (jämför med den svenska Yrkesinspektionen). Här arbetade hon för fabriksinspektören Annette Vedel och ansvarade för inspektionen av de kvinnliga arbetarna på olika arbetsplatser. Hennes sociala engagemang väcktes efter ett inspektionsuppdrag där hon med ett falskt namn hade tagit anställning på en fabrik i Odense. Hon fick här upp ögonen för de förvärvsarbetande kvinnornas arbetsförhållanden och den sammanhållning som rådde mellan dem. År 1921 blev hon fabriksinspektör och år 1938 blev hon kontorschef för att efterträda kvinnosakskvinnan Clara Black och fick bl.a. socioekonomiska frågor inom sitt ansvarsområde.
Från 1927 var hon gift med direktören Bror Vigo Valfred Gloerfelt-Tarp. Tillsammans fick de sonen Kjeld år 1931.

## Kvinnopolitiskt engagemang
Gloerfelt-Tarp blev under 1920-talet ledamot av Danske Kvinders Nationalråds (DKN) internationella utskott rörande kvinnors näringsintressen. Hon blev styrelseledamot i DKN:s förbundsstyrelse 1925 och efter förbundsordförande Henni Forchhammers avgång från uppdraget 1931 blev hon utsedd till hennes efterträdare. Hon behöll detta förtroendeuppdrag i femton år, fram till och med år 1946. Under denna tid var hon således ansvarig för de 55 organisationer med c:a 100 000 medlemmar som ingick i DKN. Däremot hade man inte lyckats få de kvinnliga arbetarnas fackföreningar att ansluta sig till DKN, vilket var en besvikelse för Gloerfelt-Tarp. Under hennes tid som förbundsordförande bildades underavdelningarna Danske Kvinders Erhvervsraad (1934) och Danske Kvinders politiske Samraad (1936) i syfte att stärka kvinnors ekonomiska och politiska rättigheter. Efter andra världskrigets utbrott bildade Gloerfelt-Tarp Danske Kvinders Samfundstjeneste (DKS) i mars 1940. Denna organisation hade som mål att göra kvinnor delaktiga i det danska beredskapsarbetet under kriget, bl.a. genom praktiskt hushållsarbete, och Gloerfelt-Tarp var dess ordförande från start till nedläggningen 1966. Både Gloerfelt-Tarp och DKN engagerade sig för danskt mottagande av flyktingar under andra världskriget: Tillsammans med motståndskvinnorna Thora Daugaard och Mélanie Oppenhejm tog man inom DKN initiativ till att försöka få judiska barn ut ur Tyskland. Man lyckades skaffa inresetillstånd till c:a 320 barn, men uppehållstillståndet var under början av kriget endast tänkt att vara tillfälligt och år 1943 blev c:a 40 barn tillfångatagna av tyskarna under judeförföljelserna.
Gloerfelt-Tarp hade även internationella uppdrag. 1927–1938 deltog hon i den internationella arbetarorganisationens, ILO, konferenser i Genève som rådgivare för den danska regeringen. Därefter var hon ordförande för näringskommittén i International Council of Women under perioden 1938–1947. Hon utmärkte sig som likhetsfeminist och som motståndare av att kvinnor skulle omfattas av särlagstiftningar i arbets- och näringslivet.
Gloerfelt-Tarp var även verksam som författare och skrev i huvudsak om kvinnors villkor i samhället. 1937 utkom antologin Kvinden i Samfundet, som samlade den kunskap som fanns om kvinnans rättsliga, politiska och sociala status i samhället. Gloerfelt-Tarp bidrog med flera kapitel som bl.a. behandlade orsakerna bakom de olika lönerna mellan män och kvinnor, samt gifta kvinnors förvärvsarbete. År 1943 var hon en av utgivarna för boken Arbejderbeskyttelse, som i sin helhet behandlade faror på arbetsplatserna och förebyggandet av dessa. Gloerfelt-Tarps bidrag koncentrerades bl.a. kring ämnena arbetsskyddets historia och rationalisering.

## Partipolitiskt arbete
Partipolitiskt var Gloerfelt-Tarp engagerad i det socialliberala mittenpartiet Det Radikale Venstre. 1945 kandiderade hon partiet till Folketinget och blev invald tillsammans med sju andra kvinnor från de olika partierna. Hon innehade detta mandat till 1960 och lämnade ordförandeuppdraget i DKN för att kunna koncentrera sig på sina politiska uppdrag. Hon var bl.a. ledamot i bostadsutskottet (från 1950), löneutskottet (från 1956, varav som ordförande 1959–1960) samt vice gruppledare för Det Radikale Venstres partigrupp. Med anledning av detta utsågs hon till organisationens hedersordförande. I Folketinget engagerade hon sig framför allt för kvinnors rättigheter och jämställdhet mellan könen. Hon förespråkade att sambeskattningen, som gynnade att gifta kvinnor förblev hemmafruar och inte tjänade på att arbeta utanför hemmet, ersattes med en individuell särbeskattning. Detta ändrades dock först efter hennes mandatperiod. Hon lade även fram förslag på att hemmafruar skulle ha rätt till s.k. husmodersavlösning om de av någon anledning skulle bli oförmögna att utföra hushållsarbetet, t.ex. på grund av sjukdom. En lag kring detta antogs 1949. Hon var också en förespråkare av en liberaliserad abortlagstiftning och tog ofta parti för ensamstående mödrars rättigheter. Hon fick dock kritik av kvinnorörelsen i samband med skandalen kring folketingsledamoten Inger Merete Nordentoft, som hade fött barn som ogift och valt att fortsätta sitt arbete och sina politiska uppdrag, för att hon inte tagit tydlig ställning för Nordentoft. Under 1950-talet var hon ledamot i Lønningsrådet samt ledamot i Lønningskommissionen af 1954, vars arbete resulterade i att en ny lönelagstiftning infördes 1958. Denna lagstiftning slog bl.a. fast att det skulle vara lika löner mellan ogifta och gifta kvinnor och män inom den offentliga sektorn.
Gloerfelt-Tarp var även ordförande för DKN:s och Dansk Kvindesamfunds gemensamma utredning, som hade till uppgift att undersöka de villkor som ensamstående mödrar levde under. Resultatet blev betänkandet Den enlige Moder, som kom att få inflytande på utformningen av den framtida lagstiftningen på området. Därefter blev hon medlem av Svangerskabskommissionen af 1950, dvs. den av Folketinget tillsatta utredning som fick till uppgift att utreda medicinska, juridiska och sociala synpunkter angående möjligheterna att avbryta en graviditet. Här var hon enig med flertalet av utredningens ledamöter, som önskade att liberalisera abortlagstiftningen. Hon hade en framträdande position inom sitt eget parti rörande dessa frågor. Hon var partiets ordförande vid behandlingen av graviditets- och mödrahjälpslagstiftningarna från 1956.
Även vid denna tidpunkt engagerade sig Gloerfelt-Tarp för de internationella frågorna. Hon deltog aktivt i arbetet med genomförandet av internationella konventioner och hon var en av dem stod bakom Danmarks anslutning till ILO:s konvention om lika löner mellan män och kvinnor. Under 1950-talet var hon även delegat i Europarådet. Hon var ledamot av ILO:s expertkommitté för kvinnors arbete 1946–1960.

## Övriga förtroendeposter
- Styrelsemedlem av Det Radikale Venstres Landsorganisation
- Medlem av inspektionsrådet för Mødrehjælpen (1956)
- Styrelsemedlem av Vanførefonden (1955)
- Styrelsemedlem av Verdens Venskabs Forbundet (1954)
- Medlem av Mælkekommissionen af 1949
- Medlem av Föreningen Norden
- Medlem av representantskapet för Socialpolitisk Forening
- Styrelsemedlem av Socialvirke (1928–1932), varav ordförande 1928
- Styrelsemedlem av Socialøkonomisk Samfund (1926–1928)